# Bomê
Bomê (chữ Tạng: སྤོ་མེས་རྫོང།སྤོ་སྨད་རྫོང་; Wylie: spo mes rdzong; ZWPY: Bomê Zong, tiếng Trung: 波密县; bính âm: Bōmì Xiàn, Hán Việt: Ba Mật huyện) là một huyện của địa khu Qamdo (Xương Đô), khu tự trị Tây Tạng, Trung Quốc. Trên địa bàn huyện từng tồn tại kinh đô của một vương quốc gần như độc lập cho đến đầu thế kỷ 20, khi Đạt-lai Lạt-ma sáp nhập nó vào chính quyền trung ương Tây Tạng.

### Trấn
- Trát Mộc (扎木镇)
- Khuynh Đa (倾多镇)
- Tùng Tông (松宗镇)

### Hương
| - Cổ (古乡) - Bát Cái (八盖乡) - Ngọc Hứa (玉许乡) - Đa Cát (多吉乡) | - Khang Ngọc (康玉乡) - Ngọc Phổ (玉普乡) - Dị Cống (易贡乡) |